# 沙頭角河

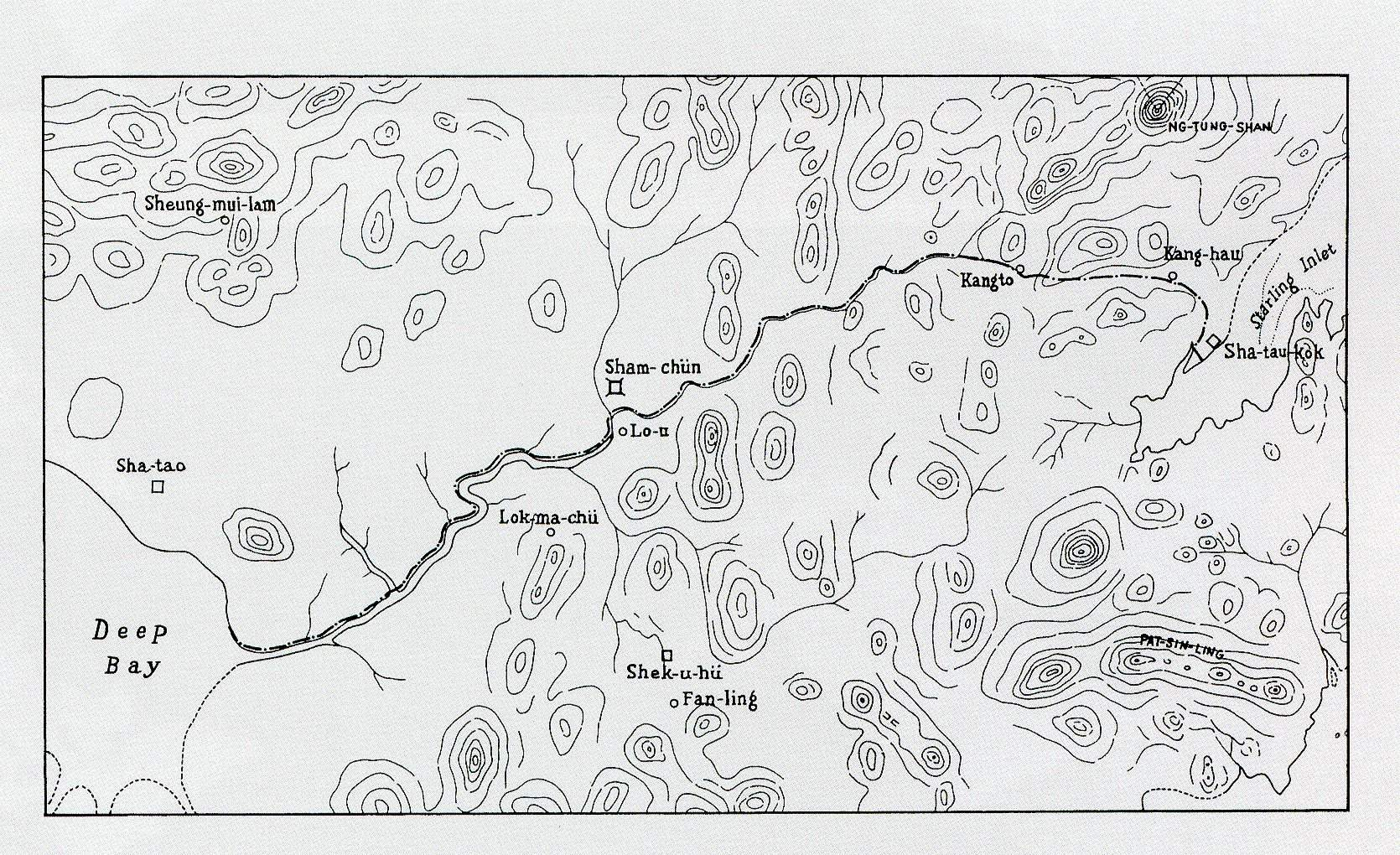
1898年《展拓香港界址專條》中沿深圳河及沙頭角河的中英邊境界線

沙頭角河（英語：Sha Tau Kok River/Shatoujiao River）是香港東北面河流，其中源头伯公坳至沙頭角河橋一段為港深邊界之一（其餘兩個是深圳河和中英街）。
沙頭角河西起伯公坳（北纬22°33′23.49″，东经114°12′24.25″，与深圳河源頭相邻），東至沙頭角東面面對沙頭角海的出海口（河口在深圳一方）；中英街原本是沙頭角河出海口的河尾段，後來因為河流改道至現在的出海口而乾涸，被填平變成現在中英街的所在地，但與落馬洲河套區不同，中方把河道出口改動後並沒有把河道以南的中英街社區改為香港屬地，使之成為現時港深之間唯一一個陸地交接點。